# Orden de Süjbaatar
La Orden de Suje-Bator o de Süjbaatar (en mongol: Сүхбаатарын одон) actualmente es la máxima condecoración que concede el gobierno de Mongolia. La orden se estableció el 16 de mayo de 1941 en honor al líder del movimiento de liberación de Mongolia y la Revolución Popular de 1921 Damdin Süjbaatar, fue creado como análogo a la condecoración soviética de la Orden de Lenin. 

## Destinatarios
La Orden de Suje-Bator se otorga tanto a individuos como a grupos enteros, tales como: instituciones, empresas, unidades militares, organizaciones políticas y sociales, asociaciones, etc.
El premio se otorga por servicios especialmente destacados en el fortalecimiento de la independencia del país, en el desarrollo económico y cultural, así como por la dedicación, el coraje y el valor demostrados. La adjudicación la lleva a cabo el Gran Jural (parlamento) de la República Popular de Mongolia y, junto con la medalla, se entrega al destinatario un certificado en el que se incluye una fotografía del destinatario, se registra su nombre y apellido, el número de pedido y se indica el mérito por el que se otorgó a la persona esta alta distinción.
La Orden de Süjbaatar se lleva en el lado izquierdo del pecho y, en presencia de otras órdenes de Mongolia, se coloca delante de todas ellas. Se otorga a los ciudadanos de Mongolia que hayan recibido el título honorífico de «Héroe de la República Popular de Mongolia» por sus hazañas destacadas.

## Descripción de la medalla
La insignia es una estrella convexa de cinco puntas de oro pulido, entre cuyos extremos hay rayos plateados puntiagudos de varios tamaños, cubiertos de esmalte azul. En el centro de la estrella de la orden hay una imagen en relieve de un busto de platino de Damdin Süjbaatar contra el fondo de un círculo cubierto con esmalte gris y rodeado por una corona dorada. Sobre el retrato ondea una bandera revolucionaria de esmalte rojo con borlas exuberantes y la inscripción «CҮKHBAATAR», girada a la derecha y una estrella de cinco puntas de esmalte rojo representada debajo. 
El reverso de la medalla es liso, ligeramente cóncavo. En el centro está soldado un pasador roscado con una tuerca para sujetar la medalla a la ropa. La insignia está hecha de tres partes separadas, que luego se conectan entre sí con alfileres.

## Cinta del pasador
Hasta 1961, la cinta de la orden era de metal rectangular, recubierta de esmalte de colores. Desde 1961, las tiras de esmalte fueron reemplazadas por tiras cubiertas con cinta muaré de seda en los colores de la insignia
| Cinta del pasador antes de 1961 | Cinta del pasador después de 1961 |
|                                 |                                   |

## Galardonados

Yumjaagiin Tsedenbal, presidente de Mongolia fue galardonado seis veces con la Orden de Süjbaatar

Lista parcial de los galardonados con la Orden de Süjbaatar
- Ho Chi Minh Presidente y Primer Ministro de la República Democrática de Vietnam;[1]
- Iósif Stalin Presidente del Consejo de Ministros de la Unión Soviética;[1]
- Kim Il-sung Presidente de la República Popular Democrática de Corea;[1]
- Víktor Gorbatkó Cosmonauta soviético
- Vasili Petrov Mariscal de la Unión Soviética;
- Jamtsarangiyn Sambuu Presidente de Mongolia (cuatro veces);
- Issá Plíyev General del Ejército (URSS)
- Nikolái Vóronov Mariscal Jefe de Artillería (URSS)
- Yumjaagiyn Tsedenbal Presidente de Mongolia (seis veces);[1]
- Butochiyn Tsog Ministro de defensa de Mongolia;
- Natsagiin Bagabandi (2006) Presidente de Mongolia;[1]
- Todor Zhivkov (1980) Presidente de Bulgaria;
- Fidel Castro (1988)  - Presidente de Cuba;[2]
- Alexéi Ivanov (1988) Presidente del Consejo de Ministros de Bulgaria
- Iván Bagramián Mariscal de la Unión Soviética;
- Konstantín Rokossovski Mariscal de la Unión Soviética;
- Gueorgui Zhúkov Mariscal de la Unión Soviética;